# Schwalmstadt
Schwalmstadt é um município da Alemanha, situado no distrito de Schwalm-Eder, no estado de Hesse. Tem 84,74 km² de área, e sua população em 2019 foi estimada em 18.019 habitantes.